# ياك أجرحي (فلم)
ياك أجرحي، هو فيلم مغربي درامي من إخراج المؤرخ إبراهيم الشكيري و تأليف من كليلة بونعيلات، من بطولة ثريا العلوي. صدر سنة سنة 2018. عُرِضَ على قناة قناة الأولى المغربية.

## قصة
تدور أحداث الفيلم عن الأطفال خارج نطاق الزواج، هؤلاء الأطفال إما أن يتم التخلي عنهم أو تبنيهم من طرف أسر لحمايتهم من التمييز و العار دون أن يكونوا على دراية بواقعة التبني، الشيء الذي يفتح الباب على العديد من المشاكل والجرائم في المجتمع.